# Función de base radial
Una función de base radial (o radial basis functions, RBF en inglés) es una función real cuyo valor depende sólo de la distancia del origen, de forma tal que {\displaystyle \phi (r)=\Phi (\|\mathbf {x} \|)}, o de forma alternativa de la distancia a algún centro {\displaystyle \mathbf {x} _{k}}, tal que {\displaystyle \phi (r)=\Phi _{k}(\mathbf {x} )=\Phi (\|\mathbf {x} -\mathbf {x} _{k}\|)}. Cualquier función que satisfaga {\displaystyle \phi (r)=\Phi (\|\mathbf {x} \|)} se le conoce como función radial. La norma vectorial usada es frecuentemente la norma euclidiana.

## Definición
Una función {\displaystyle \Phi :\mathbb {R} ^{s}\rightarrow \mathbb {R} } es llamada radial ya que existe una función univariada {\displaystyle \phi :[0,\infty )\rightarrow \mathbb {R} } tal que 
{\displaystyle \Phi (\mathbf {x} )=\phi (r)}
donde {\displaystyle r=\|\mathbf {x} \|}, y {\displaystyle \|\cdot \|} es alguna norma sobre {\displaystyle \mathbb {R} ^{s}}, usualmente la norma euclidiana.
Esta definición nos dice que, para una función de base radial {\displaystyle \Phi } y el par de puntos {\displaystyle \mathbf {x} _{1},\mathbf {x} _{2}\in \mathbb {R} ^{s}}, vale decir {\displaystyle \|\mathbf {x} _{1}\|=\|\mathbf {x} _{2}\|}, implica que {\displaystyle \Phi (\mathbf {x} _{1})=\Phi (\mathbf {x} _{2})}, es decir, el valor de la función de base radial es constante para puntos a la misma distancia del origen o del centro fijo elegido, por lo que {\displaystyle \Phi } es radialmente simétrica respecto de su centro.

## Tipos
Los tipos más frecuentes de funciones de base radial se listan a continuación, considerando {\displaystyle r=\|\mathbf {x} -\mathbf {x} _{k}\|}
- Función de distancia:

{\displaystyle \phi (r)=r}. Es una función que ejemplifica lo más simple de las RBF, su matriz asociada es la matriz de distancia euclidiana, sus entradas son de la forma {\displaystyle A_{j,k}=\|\mathbf {x} _{j}-\mathbf {x} _{k}\|}.
- Función gaussiana:

{\displaystyle \phi (r)=e^{-(\varepsilon r)^{2}}}
- Función multicuadrática:

{\displaystyle \phi (r)={\sqrt {1+(\varepsilon r)^{2}}}}
- Función multicuadrática inversa:

{\displaystyle \phi (r)={\frac {1}{\sqrt {1+(\varepsilon r)^{2}}}}}
- Función Spline poliarmónico:

{\displaystyle \phi (r)=r^{k},\;k=1,3,5,\dots }
{\displaystyle \phi (r)=r^{k}\ln(r),\;k=2,4,6,\dots }
- Función Spline de placa delgada :

{\displaystyle \phi (r)=r^{2}\ln(r)\;}
En las funciones gaussiana, multcuadrática y multicuadrática inversa el parámetro {\displaystyle \varepsilon } se le dice de forma (shape parameter en inglés), y determina el decaimiento de estas funciones a medida que uno se acerca o se aleja del centro de la RBF.

## Aproximación
Las funciones de base radial son típicamente usadas para construir aproximaciones de funciones de la forma
{\displaystyle P_{f}(\mathbf {x} )=\sum _{k=1}^{N}c_{k}\Phi (\|\mathbf {x} -\mathbf {x} _{k}\|),\mathbf {x} \in \mathbb {R} ^{s}}
donde la función de aproximación es una combinación lineal de N RBFs. Existen diversos métodos para calcular o estimar los coeficientes {\displaystyle c_{k}} asociados, ya que esta aproximación define el sistema de ecuaciones lineales {\displaystyle \mathbf {A} \cdot \mathbf {c} =\mathbf {y} }.